# Bearforce1
Bearforce1 was een Nederlandse muziekgroep bestaande uit vier homoseksuele mannen. De groep genoot in zekere mate internationale bekendheid doordat het een videoclip heeft gepubliceerd op de videosite YouTube. De mannen zouden elkaar in 2006 ontmoet hebben in het uitgaansleven van New York, maar de boyband is samengesteld door Roeland Fernhout.
Eind juli 2007 werd de videoclip van de eerste single, Bearforce1, geplaatst op YouTube. De clip is binnen enkele weken meer dan 400.000 keer bekeken op YouTube. Het populaire Amerikaanse weblog Perezhilton.com is mede verantwoordelijk voor het succes. Op dit weblog verscheen op 14 augustus 2007 een bijdrage over de clip van Bearforce1. De eigenaar van het weblog, Perez Hilton, schrijft vaker over aparte Europese artiesten en muziekgroepen, onder andere de Britse artiest Mika is mede dankzij het blog bekend geworden in Amerika.
Het nummer van de bewuste videoclip is een samenvoeging van verschillende eerdere nummers van artiesten als Sylvester James, Sabrina Salerno, Dead or Alive en anderen, aangevuld met enkele regels eigen tekst. De single werd gelanceerd tijdens de Amsterdam Gay Pride in augustus 2007.
Bearforce1 bestaat uit Robert, die afkomstig is uit Belfast en Ian, Peter en Yuri uit Amsterdam. Als sparebear (invaller) is in oktober 2007 Eddi aan de groep toegevoegd. Eddi is een Italiaan die in Australië is opgegroeid en in Amsterdam woont.
In de Nederlandse bearscene zijn de reacties verdeeld. Een groot deel van deze scene kan zich niet vinden in het beeld dat door Bearforce 1 wordt gegeven over wat bears en de bearscene inhoudt.
In 2008 verlaten Ian, Peter en Eddi de groep. Zij worden vervangen door Peter en Konstantinos (als "sparebear"). Ook kwam hun derde single uit. Begin 2009 deed de band een vergeefse poging om de Britse inzending voor het Eurovisiesongfestival te worden. In de loop van 2009 stopte de band.

## Singles
| Single met eventuele hitnotering(en) in de Nederlandse Top 40 | Datum van verschijnen | Datum van binnenkomst | Hoogste positie | Aantal weken | Opmerkingen |
| ------------------------------------------------------------- | --------------------- | --------------------- | --------------- | ------------ | ----------- |
| Bearforce1                                                    | 2007                  | -                     |                 |              |             |
| Christmas is here                                             | 2007                  | 22-12-2007            | 26              | 2            |             |
| Shake that thing                                              | 2008                  | -                     |                 |              |             |